# Alestorm
Ејлсторм (енгл. Alestorm, комбинација речи пиво [енгл. ] и олуја [енгл. ]) је шкотски фолк/пауер метал бенд. Њихову музику карактерише пиратска тематика, због чега њихов музички стил називају још и „пиратским металом“.
Бенд је основан 2004. године под именом Бетлхарт (енгл. Battleheart - срце борбе). Након издавања два мини-албума, потписали су 2007. за Напалм и променили своје име у Ејлсторм. Њихов први албум је изашао 25. јануара 2008.

## Биографија
Испрва кренувши као двочлани састав који су чинили Гавин Харпер и Кристофер Боус, Бетлхарт су снимили независни мини-албум почетком 2006. године. Бенд је попуњен доласком басисте Данија Еванса и бубњара Дага Швирчека. Бетлхарт су имали свој први живи наступ већ пет дана након окупљања свих чланова.
Други мини-албум је снимљен исте године и на њему је Еванс учествовао у снимању, иако су бубњеви и овај пут били програмирани. У другој половини 2006. године песма „Set Sail and Conquer“ са тог мини-албума се појавила на промотивном издању часописа „Метал Хамер“ „Battle Metal V“, заједно са песмама већих бендова, као што су Тир, Хамерфол и Блајнд Гардијан.
Почетком 2007. године, бубњар Швирчек напушта бенд и на његово место долази Јан Вилсон. Након потписивања уговора с Напалмом, бенд је променио своје име у Ејлсторм. Промену имена је проузроковала сличност са именом бенда Бетллор (енгл. Battlelore - предање битака), који је имао уговор с истим издавачем. Њихов први албум, „Captain Morgan's Revenge“, издат је почетком 2008. године. Сингл „Heavy Metal Pirates“ издат је у априлу 2008. преко веб-сајта. Јан Вилсон је привремено напустио бенд у јуну, пошто није могао да се потпуно посвети бенду. Привремено је замењен Немачким бубњаром Алексом Табисом, пре него што се вратио у бенд крајем августа.
Боус је у септембру 2008. изјавио путем интернета да је гитариста Гавин Харпер напустио бенд. Дани Еванс је прешао са бас-гитаре на гитару, а Герет Мердок је приступио бенду као басиста. Јан Вилсон је у марту 2010. званично напустио бенд. Замењен је Питером Алкорном.
Албум „Black Sails at Midnight“ објављен је 29. маја 2009. године.

## Састав
- Кристофер Боус – вокал, клавитара
- Дани Еванс – гитара, пратећи вокали
- Герет Мердок – бас-гитара, пратећи вокали
- Питер Алкорн - бубњеви

## Дискографија
Студијски албуми
- (2008.) Напалм рекордс
- (2009.) Напалм рекордс
- (2011.) Напалм рекордс
- (2014.) Напалм рекордс
- (2017.) Напалм рекордс

Мини-албуми
- 2006.
- 2006.
- 2008.